# Gran Apache
Mario Balbuena González (16 de abril de 1957, Ciudad de México-7 de mayo de 2017), más conocido como El Apache o Gran Apache, fue un luchador profesional mexicano. Durante su carrera trabajó para importantes empresas de lucha libre profesional como la Lucha Libre AAA Worldwide (AAA) desde 1995 hasta 2017.
Dos de sus cuatro hijas lo siguieron en una carrera de lucha profesional, trabajando como Faby Apache y Mari Apache respectivamente. Su segunda esposa también se convirtió en un luchador profesional bajo el nombre de Lady Apache. Como Gran Apache fue dos veces Campeón Mundial de Parejas Mixtas de AAA y una vez Campeón Mundial de Tercias de AAA con sus hijas.

## Carrera

### Japón
En 1994 Balbuena, insatisfecho con las oportunidades que EMLL le estaba dando, dejó la promoción para trabajar de Carlos Máynes. Mientras que la promoción había pasado su apogeo en México las conexiones de Máynes permitieron que Balbuena comenzara a trabajar en Japón para la Asociación Internacional de Lucha Libre de Japón (IWA Japón). Mientras que en Japón él reasumió el trabajo como entrenador fuera del ring y lucha contra sus aprendices en los demostraciones para ayudar a enseñarles cómo trabajar realmente los secretos de la lucha libre.

### Asistencia Asesoría y Administración/Lucha Libre AAA Worldwide (1995-2017)
En 1995 Apache se fue a la AAA como un luchador y un entrenador, convirtiéndose más tarde en el entrenador principal de AAA. 
A partir de 2005, Balbuena y su familia se convirtieron en el punto focal de una historia que llegaría a definir sus carreras más que cualquier otra. En la vida real, la hija de Balbuena Fabiola, que ahora trabaja como "Faby Apache", se había casado con José Roberto Islas García, más conocido como el luchador profesional Billy Boy. Inició su feudo como una telenovela, comenzó cuando Billy Boy comenzó a aparecer en el ringside durante los partidos de Faby con flores y signos que profesan su amor por Faby Apache. Gran Apache se opuso a la relación y atacó a Billy Boy, ya que no era "digno" de su hija. La historia se desarrolló durante varios años e incluso tuvo el nacimiento de Billy Boy y el hijo de Faby Marvin escrito en la historia. En un momento Gran Apache derrotó a Billy Boy, forzándolo a no tener nada que ver con Faby Apache o su hijo Marvin. Después de la pérdida, el argumento fue que Billy Boy estaba tan deprimido que estaba comprometido con una institución de salud mental.
Billy Boy más tarde regresó como el enmascarado "Alfa", un aprendiz de Gran Apache, que ganó el respeto del padre áspero que declaró que "Alfa" era digno de su hija. Después de la declaración Billy Boy se desenmascaro para la sorpresa de todos, y reunirse con Faby Apache y Marvin, aunque el truco no le gusta a Gran Apache. Durante el show de Guerra de Titanes de 2008 de la AAA, Billy Boy vino a ayudar a Faby Apache después de que perdió una lucha, esto, a su vez, llevó a Faby Apache a darle una bofetada a Billy Boy, haciendo que Billy Boy la atacara, convirtiéndose a rudo. Durante una celebración en el ring de los 50 años de Gran Apache en lucha profesional, Billy Boy atacó a su suegro con una silla de acero, hiriendo a la rodilla de Apache por lo que tuvo que ser retirado del ring en una camilla.
Su rivalidad terminó en Verano de Escándalo en una lucha de Steel Cage match cuando su hija Faby Apache venció a Billy Boy.
En 2016 sus hijas Faby y Mari se involucraron en una pelea con un grupo de hombres conocidos como Los OGTs (Averno, Chessman y Ricky Marvin), inicialmente al lado de los hombres, alegando que "los hombres eran luchadores superiores". En Triplemanía XXIV Apache fue el árbitro invitado en la lucha de Las Apaches y Los OGTs en la cual nadie ganó esa lucha. En Héroes Inmortales X Apache fueron derrotados nuevamente por Los OGTs.
En la primavera de 2017, Los Apaches estaban programados para enfrentarse a Los OGT por los Campeonato Mundial de Tríos de AAA, pero Mari había sufrido una lesión seria y el Gran Apache no pudo competir, al tiempo que no explicaron los problemas de salud con los que estaba lidiando. En lugar de los tríos de partido Faby Apache luchó contra Ricky Marvin, derrotándolo para ganar el Campeonato del Mundo Trios AAA en nombre de su familia. Ni Mari ni Gran Apache aparecieron en AAA para defender el campeonato. El 21 de abril, Faby, que se unió a Psycho Clown y al Dr. Wagner Jr., perdió el campeonato ante El Poder del Norte (Carta Brava Jr., Mocho Cota Jr. y Soul Rocker).

## Muerte
Balbuena fue diagnosticado con cáncer de colon desde 2016, haciendo que su salud se deteriorara rápidamente. El 7 de mayo de 2017 murió de complicaciones por el cáncer. Después de su muerte muchos luchadores en todo como Pagano, Psycho Clown, Taya, Lady Shani, Dragon Lee, Mephisto, Sin Cara, Kalisto, entre otros comentaron sobre la pérdida de un gran maestro y un gran amigo.

## En lucha
- Movimientos finales
  - Apache Cutter (Over-the-shoulder flip cutter)
  - Black Tiger Bomb (Sitout crucifix powerbomb)[9]
  - Fisherman's suplex[9]
  - Tormenta Apache (Lifting double underhook facebuster) – Innovated[10]
- Movimientos caracteristicos
  - Zape: El Apache solía aturdir a sus oponentes con un potente golpe de palma en la cabeza por lo que fue apodado por el Dr Alfonso Morales como el Rey del Zape.

## Campeonatos y logros
- Lucha Libre AAA Worldwide
  - Campeonato Mundial en Parejas Mixto de AAA (2 veces) - con Faby Apache y Mari Apache
  - Campeonato Mundial de Tríos de la AAA (1 vez) – con Faby Apache y Mari Apache
  - Salón de la Fama AAA (2018)

- Pro Wrestling Illustrated
  - Situado en el  #229 en los PWI 500 de 2002[9]